# IC 1975
IC 1975 је галаксија у сазвјежђу Еридан која се налази на листи објеката дубоког неба у Индекс каталогу.
Деклинација објекта је - 15° 29' 59" а ректасцензија 3h 39m 3,5s. Привидна величина (магнитуда) објекта IC 1975 износи 14,8 а фотографска магнитуда 15,6. IC 1975 је још познат и под ознакама NPM1G -15.0197, PGC 3080474.